# Trygve Söderling
Trygve Söderling, född 25 juli 1952 i Helsinge, är en finländsk publicist och litteraturvetare. 
Söderling var redaktionssekreterare för folktidningen Ny Tid 1985-1997, forskare vid Svenska Litteratursällskapet i Finland 2002–2005, därefter assistent vid Institutionen för nordisk litteratur vid Helsingfors universitet 2006–2007 samt t.f. universitetslektor vid nämnda institution 2009 och 2014–2017. Han har därtill verkat inom den alternativa finlandssvenska kulturpressen som medlem av redaktionskollektivet för tidskriften Otid 1979–1981, som ordförande för förlaget Boklaget 1983–1985 och  sedan 1998 som medlem av redaktionen, från 2008 huvudredaktör för tidskriften Nya Argus. 
Söderling har medverkat i brevboken Rockad (1986) och med Tapani Ritamäki (född 1957) utgav han 1991 den på finlandssvenskt håll banbrytande rockantologin Som en smutsig hund, vilket gav honom ryktet som den finlandssvenska rockens främsta tänkare. Han blev filosofie doktor vid Helsingfors universitet 2008 med avhandlingen Drag på parnassen, som behandlade 1960-talets så kallade modernistdebatt inom den finlandssvenska litteraturen. Tillsammans med Charlotte Sundström utgav han följande år antologin Obs! Klass, en bok som ur ett finlandssvenskt perspektiv följer upp det uppvaknade intresset för klass som präglade Sveriges kulturliv under 2000-talet. Har förutom ledartexter och essäer i Nya Argus publicerat kolumner, recensioner och essäer i Ny Tid, Hufvudstadsbladet, Dagens Nyheter och Göteborgs-Posten.